# 阿普雷河

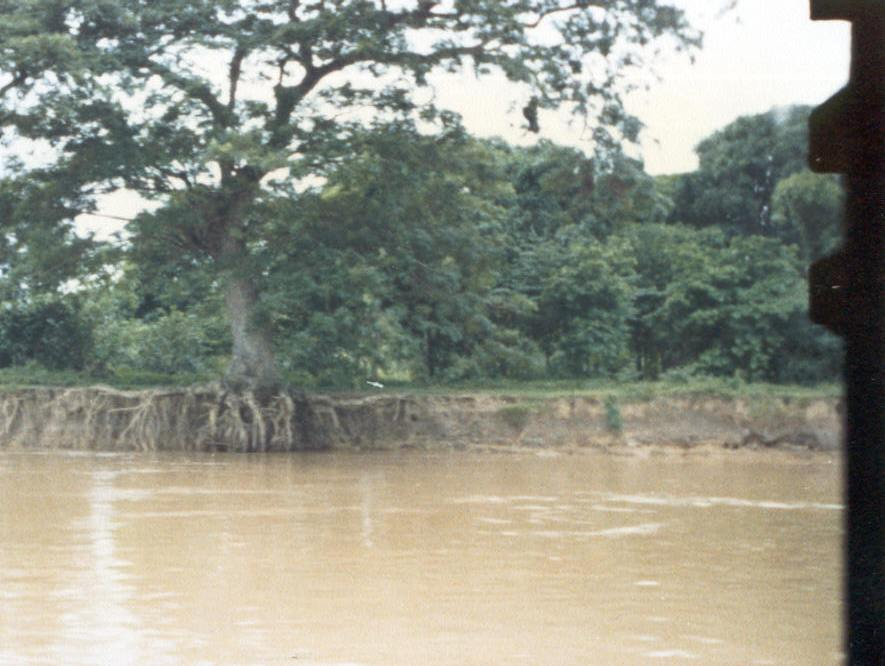
阿普雷河

阿普雷河（西班牙語：Río Apure）是委內瑞拉的河流，位於該國西南部，河道全長1,038公里，流域面積167,000平方公里，發源自瓜斯杜阿利托附近海拔高度3,912米，最終在卡夫魯塔以西20公里注入奧里諾科河。